# Список естественных врагов каштановой минирующей моли
В данном списке перечислены виды живых организмов, которые питаются каштановой минирующей молью или так или иначе используют её в различных стадиях в качестве стации для собственного развития.
Среди животных отмечены виды, питающиеся особями из всех стадий развития (кроме стадии яйца) моли или одной или некоторыми из них. Известно около 20 видов пернатых, которые питаются гусеницами и куколками, редко и взрослыми особями (имаго). Отмечены несколько видов насекомых, которые питаются особями молей, среди них сетчатокрылые, длинноусые прямокрылые, кожистокрылые, полужесткокрылые, муравьи, настоящие осы и божьи коровки, а также пауки.

## Хищники

### Хордовые

#### Птицы

##### Воробьинообразные
- Синицевые:
  - Лазоревка[2]
  - Большая синица (большак)[2]
  - Черноголовая гаичка[2]

### Членистоногие
- Пауки

#### Насекомые

##### Жесткокрылые
- Божьи коровки:
  - Harmonia axyridis[3]

##### Кожистокрылые
- Уховёртки:
  - Уховёртка обыкновенная[1]

##### Прямокрылые
- Настоящие кузнечики:
  - Meconema meridionale[1]
  - Phaneroptera paleata

##### Перепончатокрылые
- Муравьиные:
  - Crematogaster scutellaris[1]

## Паразитоиды
Около 60 видов перепончатокрылых насекомых являются паразитоидами преимагинальных стадий — яйцо, гусеница и куколка — моли.

### Перепончатокрылые[1]

#### Encyrtidae
- Isodromus vinulus

#### Eulophidae
- Cirrospilus elegantissimus
- Cirrospilus pictus
- Cirrospilus singa
- Cirrospilus talitzkii
- Cirrospilus variegatus
- Aprostocetus sp.
- Elachertus inunctus
- Melittobia acasta
- Chrysocharis laomedon[4]
- Chrysocharis nephereus
- Chrysocharis nitetis[4]
- Chrysocharis orchestis
- Chrysocharis pentheus
- Closterocerus lyonetiae
- Closterocerus trifasciatus
- Neochrysocharis chlorogaster
- Diglyphus isaea
- Euplectrus bicolor
- Hemiptarsenus dropion
- Hemiptarsenus ornatus
- Pediobius saulius
- Pnigalio agraules
- Pnigalio longulus
- Pnigalio pectinicornis
- Pnigalio soemius
- Sympiesis euspilapterygis
- Sympiesis gordius
- Sympiesis sericeicornis
- Baryscapus nigroviolaceus
- Eutetrastichus amethystinus
- Minotetrastichus frontalis
- Minotetrastichus platanellus

#### Eupelmidae
- Eupelmus urozonus
- Eupelmus vesicularis

#### Pteromalidae
- Mesopolobus
- Pteromalus semotus

#### Бракониды
- Blacus maculipes
- Colastes braconius
- Colastes flavitarsis
- Pholetesor circumscriptus

#### Ихневмониды
- Adelognathus
- Gelis aerator
- Gelis agilis
- Itoplectis alternans
- Itoplectis clavicornis
- Itoplectis maculator
- Scambus annulatus
- Scambus brevicornis
- Zatypota percontatoria

## Грибы
В ходе изучения энтомопатогенных грибков, поражающих моль, выделено несколько таких видов.

### Cordycipitaceae
- Beauveria bassiana
- Lecanicillium

### Trichocomaceae
- Paecilomyces fumosoroseus
- Paecilomyces farinosus